# Homero (nombre)
Homero es un nombre propio masculino de origen griego en su variante en español. Procede de Ὅμηρος (Hómēros), de ὁ μή ὁρῶν (Ò mē òrōn), «el que no ve», «ciego». Homero fue un poeta griego, autor de la Ilíada y la Odisea.

## Variantes
| Variantes en otras lenguas | Variantes en otras lenguas |
| -------------------------- | -------------------------- |
| Español                    | Homero                     |
| Albanés                    | Homeri                     |
| Alemán                     | Homer                      |
| Armenio                    | Հոմերոս (Homeros)          |
| Búlgaro                    | Омир (Omir)                |
| Catalán                    | Homer                      |
| Checo                      | Homér                      |
| Danés                      | Homer                      |
| Esperanto                  | Homero                     |
| Extremeño                  | Omeru                      |
| Finlandés                  | Homer                      |
| Francés                    | Homère                     |
| Georgiano                  | ჰომეროსი (Homerosi)        |
| Griego                     | Ὅμηρος (Hómēros)           |
| Hebreo                     | הומר                       |
| Holandés                   | Homer, Homerus             |
| Húngaro                    | Homérosz                   |
| Inglés                     | Homer                      |
| Irlandés                   | Hóiméar                    |
| Islandés                   | Hómer                      |
| Italiano                   | Omero                      |
| Latín                      | Homerus                    |
| Letón                      | Homērs                     |
| Lituano                    | Homeras                    |
| Maltés                     | Omeru                      |
| Noruego                    | Homer                      |
| Occitano                   | Omèr                       |
| Polaco                     | Homer                      |
| Portugués                  | Homero                     |
| Rumano                     | Homer                      |
| Ruso                       | Гомер (Gomer)              |
| Samogitiano                | Huomers                    |
| Serbio                     | Хомер (Homer)              |
| Siciliano                  | Omeru                      |
| Sueco                      | Homer                      |
| Ucraniano                  | Гомер (Gomer)              |